# Матанович, Игор
И́гор Мата́нович (хорв. Igor Matanović; родился 31 марта 2003, Гамбург, Германия) — хорватский и немецкий футболист, нападающий клуба «Фрайбург» и сборной Хорватии.

## Клубная карьера
Воспитанник «Санкт-Паули», 27 ноября 2020 года Игор дебютировал за основную команду клуба, выйдя на замену в матче Второй Бундеслиги против «Оснабрюка». 30 августа 2021 года франкфуртский «Айнтрахт» объявил о трансфере Матановича и о том, что следующие два сезона он проведёт на правах аренды в «Санкт-Паули». 17 августа 2023 года ушёл в сезонную аренду в «Карлсруэ». 19 августа 2024 года в матче Кубка Германии против брауншвейгского «Айнтрахта» Матанович дебютировал и забил свой первый гол за франкфуртский клуб. 24 августа 2024 года Игор впервые сыграл в Бундеслиге, выйдя на замену в матче против «Боруссии Дортмунд».

## Карьера в сборной
Выступал за сборные Хорватии до 14 лет и до 21 года, а также за сборные Германии до 17, до 18 и до 19 лет.